# Ohatchee
 Ohatchee és una població dels Estats Units a l'estat d'Alabama. Segons el cens del 2000 tenia 1.215 habitants.

## Demografia
Segons el cens del 2000, Ohatchee tenia 1.215 habitants, 475 habitatges, i 357 famílies. La densitat de població era de 78,1 habitants/km².
Dels 475 habitatges en un 31,6% hi vivien nens de menys de 18 anys, en un 64,2% hi vivien parelles casades, en un 7,2% dones solteres, i en un 24,8% no eren unitats familiars. En el 23,2% dels habitatges hi vivien persones soles el 7,6% de les quals corresponia a persones de 65 anys o més que vivien soles. El nombre mitjà de persones vivint en cada habitatge era de 2,56 i el nombre mitjà de persones que vivien en cada família era de 3.
Per edats la població es repartia de la següent manera: un 24,7% tenia menys de 18 anys, un 7,4% entre 18 i 24, un 28,1% entre 25 i 44, un 28,1% de 45 a 60 i un 11,6% 65 anys o més.
L'edat mediana era de 39 anys. Per cada 100 dones hi havia 99,2 homes. Per cada 100 dones de 18 o més anys hi havia 96,8 homes.
La renda mediana per habitatge era de 38.359 $ i la renda mediana per família de 42.891 $. Els homes tenien una renda mediana de 34.625 $ mentre que les dones 24.659 $. La renda per capita de la població era de 19.032 $. Aproximadament l'11,7% de les famílies i el 13,6% de la població estaven per davall del llindar de pobresa.

## Poblacions properes
El següent diagrama mostra les poblacions més properes.